# Blog.pl
blog.pl – nieistniejący już polski serwis blogowy, założony w 2001 roku przez Adama Wojtkiewicza oraz Bartłomieja Pogodę, zamknięty w 2018 roku.

## Historia
Początkowo korzystanie z jego usług było częściowo odpłatne. Od grudnia 2006 roku partnerem serwisu był portal onet.pl, korzystanie z niego było darmowe; aby założyć blog, wystarczyło mieć konto pocztowe. System umożliwiał otwartą edycję kodu HTML. W grudniu 2007 roku wraz z odświeżoną wersją serwisu pojawiło się centrum debat – system otwarty dla wszystkich blogerów, bez względu na platformę, na której piszą, umożliwiający wymianę poglądów na aktualne tematy. Dysputy prowadzone były na poszczególnych blogach, a w serwisie pojawiały się jedynie ich skróty odsyłające do blogu autora. Uzupełnieniem mechanizmu debat był blogometr – narzędzie obrazujące rozkład poglądów blogerów. W efekcie prowadzonych zmian w serwisie zostały wyraźnie rozdzielone dwie przestrzenie: międzyblogowych debat oraz blogów internautów. Serwis miał również wydzieloną sekcję, w której prezentował bardziej popularnych blogerów.
W Starym Teatrze w Krakowie wystawiano spektakl „blog.pl”. Pod tym wspólnym szyldem, kryły się trzy jednoaktówki, z których dwie powstały w oparciu o blogi z platformy blog.pl (jednoaktówkę „mydziecisieci” napisała Dorota Masłowska, „niebieskasukienka” napisał Jacek Poniedziałek).
Od listopada 2011 roku serwis blog.pl oparty był na nowoczesnym systemie WordPress. Użytkownicy starego systemu mieli możliwość przeniesienia swojego bloga – przeniesieniu do nowego systemu ulegały wszystkie wpisy, komentarze oraz księga gości. W czerwcu 2012 roku umożliwiono przenoszenie blogów z innych platform do blog.pl za pomocą mechanizmu Importera. Do blog.pl zaimportować można było blogi z serwisów: wordpress, blox oraz blogspot. Przeniesieniu ulegały wszystkie wpisy, tagi oraz komentarze.
Od 2007 roku pod patronatem blog.pl organizowany był konkurs Blog Roku.
8 grudnia 2017 roku Grupa Onet-RAS Polska ogłosiła, że serwis blog.pl z końcem stycznia 2018 roku zostanie zamknięty. Na prośbę użytkowników przesunięto datę zamknięcia serwisu na 28 lutego 2018. Internauci prowadzący blogi w tym serwisie zaczęli otrzymywać maile od jego administracji z informacją, że witryna zostanie zamknięta z dniem 31 stycznia 2018 roku. Powodem dokonanego pod koniec lutego zamknięcia serwisu podanym przez Grupę Onet-RAS Polska był „efekt rosnącej roli mediów społecznościowych, które – jako centrum tworzenia społeczności i wymiany myśli w internecie – przejęły rolę blogów”. Po zakończeniu działalności adres URL serwisu przekierowuje na portal internetowy Onet.pl.